# Jaroslav Stuka
Jaroslav Stuka, pseudonym Wilkonski nebo Vilkoňský, (29. prosince 1883 Prostějov – 22. února 1968 Praha) byl český sbormistr, hudební skladatel a pedagog.

## Život
Po absolvování reálky v Prostějově studoval na varhanické škole Leoše Janáčka v Brně. Vedle toho však řídil divadelní orchestry v Praze, Brně, Plzni a ve Lvově. Těsně před vypuknutím války složil v Praze státní zkoušky ze zpěvu a klavíru.
Za války byl odveden do Olomouce, ale dále se mohl věnovat hudbě. Byl sbormistrem hudebního sdružení Žerotín a řídil i jeho orchestr. Po válce se stal ředitelem hudební školy spolku a ředitelem a šéfem opery prvního stálého českého divadla v Olomouci. Začátkem dvacátých letech odešel do Prahy a stal se šéfem operety v Divadle na Vinohradech. Tady uvedl na scénu většinu svých operet. Po zániku operetní části divadla již nebyl v trvalém angažmá. Pohostinsky dirigoval, vyučoval hudbě a věnoval se skladbě.

## Dílo
Kromě celé řady operet je autorem četných chrámových skladeb. Komponoval i orchestrální skladby, komorní hudbu a napsal učebnice harmonie a hudebních forem.

### Operety
- Zázrak nad Vltavou (1924)
- Spací vůz Praha–Paříž (1924)
- Karneval! Karneval! (1926)
- 14 dní v chládku (1926)
- Zara (1923)
- Rudá rozkoš (1928)
- Děvče z Cincinnati (1941)
- Co soudíte o lásce (pro rozhlas)

### Další skladby
- 2 koncerty pro klavír a orchestr
- Klavírní sonáty
- Mše
- In memoriam pro orchestr
- Písně